# Liza luciae
Liza luciae é uma espécie de peixe da família Mugilidae.
É endémica da África do Sul.